# Propolydesmus racovitzai
Propolydesmus racovitzai är en mångfotingart som först beskrevs av Henri W. Brölemann 1910.  Propolydesmus racovitzai ingår i släktet Propolydesmus och familjen plattdubbelfotingar. Inga underarter finns listade i Catalogue of Life.